# 王錫闡
王錫闡（1628年—1682年），字寅旭，又字昭冥，号晓庵，又號餘不、天同一生，江蘇吳江人，明末清初天文學家暨數學家。明亡後，終生不仕，一生鑽研曆法、天象。曾獨立發明計算金星凌日、水星凌日的方法，並提出推算日食、月食的方法。他與薛鳳祚並稱「南王北薛」。
王錫闡著有《曉庵新法》六卷、《歷說》六篇、《歷策》一篇、《大統西曆啟蒙》、《推步交朔測小記》、《圜解》、《三辰晷志》、《五星行度解》等。

## 生平
王錫闡自幼好學，11歲以後，專心研究曆象，學習西方曆法和科學知識。16歲以後，明朝覆亡，崇祯帝自縊。滿清入關，他得知後，先是自縊、投河和絕食，試圖三度以死殉國，但是均告失敗。他在往後的人生歲月裡，在自傳《天同一生傳》中，以「帝休氏」自稱，表達強烈的亡國之痛。然而清朝統治逐漸穩固，王錫闡放棄科舉求仕之路，以表達自己「誓不仕清」的決心。此後，他便在江南講學，同時繼續研究天文曆法，中年以後，他儘管疾病纏身，仍然著述曆法、筆耕不輟。
王錫闡由於個人的政治選擇，造成他大半生過著窮困窘迫的生活，終其一生他的曆法學說並未廣泛流傳。而在他逝世之後，不少著作已經散佚，在他的故友門生搜集整理之下，剩下的著作得以逐漸刊印流傳。

## 評價
王錫闡鑽研究曆法注重實際觀察，務求與天象結合，以形成自己的觀點。他除了精通曆法之外，對於經史、音律等領域也有所研究。
王錫闡曾提出「中學西竊」之說，對梅文鼎產生影響。在此基礎上，梅文鼎提出「西學中源」之說。他與梅文鼎、薛鳳祚等人並稱為一代曆法名家。
思想家顧炎武在《廣師》一文中譽王錫闡「學究天人，確乎不拔」。

## 王錫闡墓
王錫闡墓位於震澤鎮（今震澤中學內）。1982年3月，王錫闡墓（附王賢祠）被列為江蘇省文物保護單位。 1998年王賢祠改為“王錫闡紀念館”。

## 延伸阅读
[在维基数据编辑]
 《清史稿·卷506》，出自趙爾巽《清史稿》
 在维基共享资源阅览影像

### 引用
1. 1 2 3 4 5  童超. . . 2010: 20-21頁.
2. 1 2  龔書鐸. . . 2011: 54頁.
3. ↑  胡世慶. . . 2009: 831-846.
4. ↑  . 吳江博物館.   [2013-05-24]. （原始内容存档于2014-07-15） （中文（简体））.

### 书籍
- 《清史稿》卷506列傳293
- 《圖說清朝》，龔書鐸，知書房出版社，ISBN 978-986-7151-63-6
- 《康乾盛世》，童超，知書房出版社，ISBN 978-986-6344-28-2
- 《中國文化通史—下》，胡世慶，三民書局，ISBN 9789571446332